# Agésilaos I.
Agésilaos I. nebo Agésiláos I. nebo Agesilaos I. (starořecky Ἀγησίλαος) Agésilaos / jiný přepis Agésiláos) byl král Sparty (pravděpodobně mytický) zhruba koncem devátého století před Kr. (Možná 820–790 před Kr.). Pocházel z královského rodu Agiovců. Jeho spolukrálem z královského rodu Eurypontovců byl Polydektes.
Období dějin ve Spartě, kdy měl vládnout Agésilaos I., je téměř neznámé. Literárních zdrojů je málo a pocházejí od antických historiků, kteří je zaznamenali o několik století později, proto je nutné předpokládat, že již čerpali většinou z mýtů. Nejstarší známý historický záznam, kde se jméno krále Agésilaa uvádí, je od historika Herodota. Je to však jen strohá informace, z níž se dozvídáme jen tolik, že jeho předchůdcem byl Doryssos a nástupcem Archelaos.
Historik a geograf Pausanias napsal, že jeho spolukrálem byl Polydektes pocházející z královského rodu Eurypontovců. Do období vlády spolukrálů Polydekta a Agésilaa klade historik Plutarchos působení zákonodárce Lykurga. Plutarchos píše, že mezi králi předchůdců Agésilaa a Polydekta vládly neshody, země žila v neklidných časech a vedla neustále války s Argem. Změna se zrodila až za Lykurga, který svými zákony dopomohl ke stabilitě v Spartě. Podle Plutarcha byl Lykúrgos mladším bratrem krále Polydekta. Po jeho smrti se na krátkou dobu stal králem, ale po zjištění, že manželka Polydekta čeká dítě se trůnu vzdal. Bližší informace týkající se vlády Agésilaa nám antičtí historikové neposkytují.